# Xã Lee, Quận Madison, Iowa
Xã Lee (tiếng Anh: Lee Township) là một xã thuộc quận Madison, tiểu bang Iowa, Hoa Kỳ. Năm 2010, dân số của xã này là 747 người.